# Морская жизнь Канарских островов
Морская жизнь на Канарских островах представляет собой сочетание североатлантических, средиземноморских и эндемичных видов. В последние годы растущая популярность как подводного плавания, так и подводной фотографии предоставила биологам много новой информации о морской жизни этого региона.
Виды рыб, обитающие на островах, включают многие виды акул, скатов, мурен, лещей, щук, ворчунов, скорпен, спинорогов, морских окуней, бычков и морских собачек. Кроме того, есть много видов беспозвоночных, включая осьминогов, каракатиц, губок, медуз, анемонов, крабов, моллюсков, морских ежей, морских звезд, морских огурцов и кораллов.

## Морские черепахи

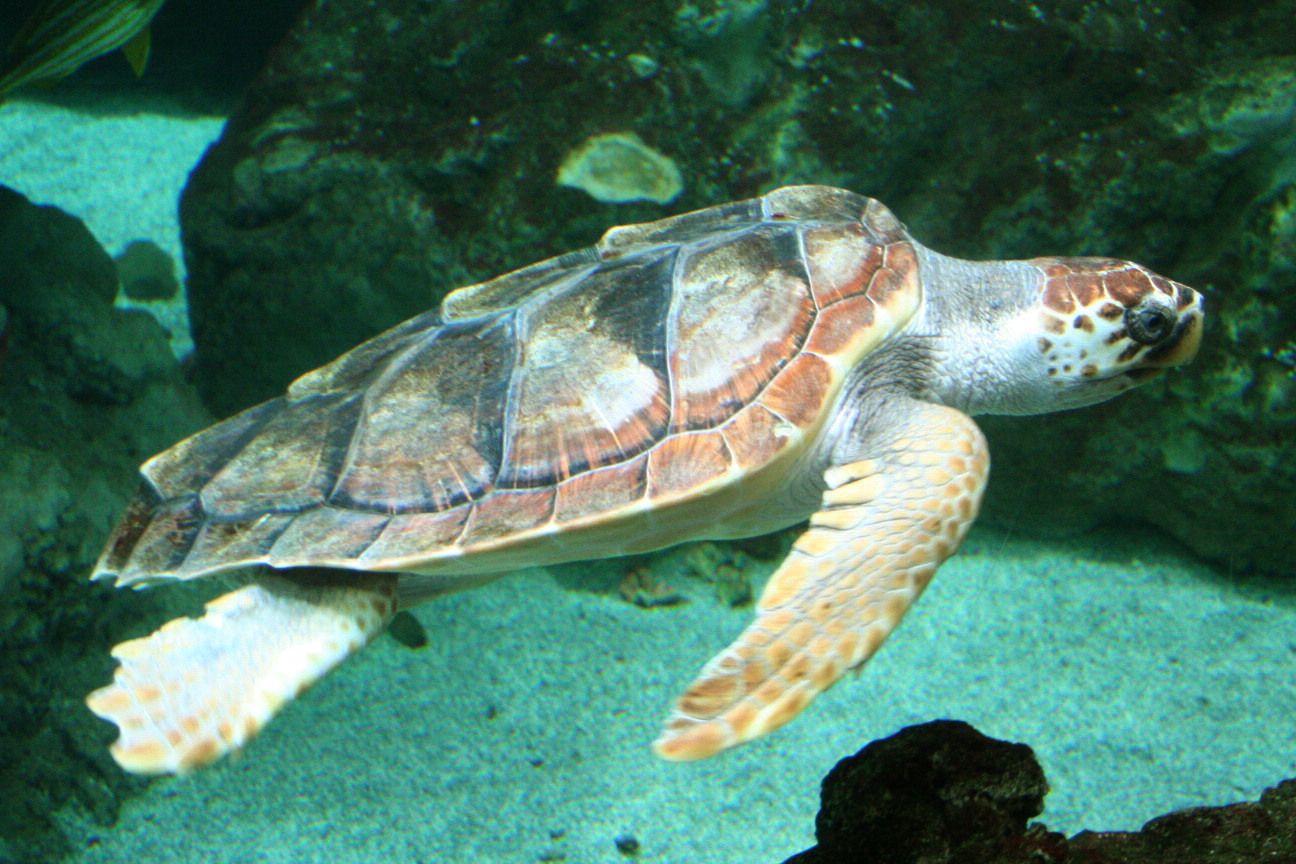
Черепаха бисса — один из видов морских черепах, обитающих на Канарских островах.

В общей сложности на островах периодически можно увидеть 5 различных видов морских черепах, наиболее распространенным из которых является логгерхедская черепаха. Остальные четыре — это зеленая, кожистая, атлантическая ридлея и черепаха бисса. В настоящее время нет никаких признаков того, что какой-либо из этих видов размножается на островах, поэтому обычно наблюдают мигрирующих черепах. Однако считается, что некоторые из этих видов, возможно, размножались на островах в прошлом, и есть записи о нескольких наблюдениях кожистых черепах на пляжах Фуэртевентуры.

## Морские ежи

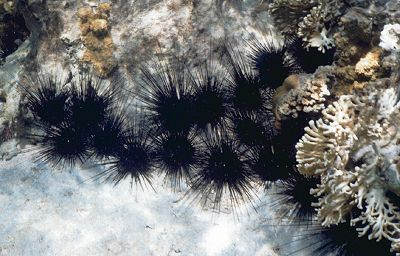
Из-за промышленного вылова естественных хищников, ёж Diadema antillarum быстро распространяется в водах Канарских островов.

Морской ёж Diadema antillarum, безусловно, наиболее часто встречающееся беспозвоночное в водах Канарских островов, с экологической точки зрения не очень важное травоядное животное. Популяции этих существ быстро увеличились в последние годы, в первую очередь из-за вылова их естественных хищников: морских звезд, спинорогов и хароний тритонов.
В районах, где ежи особенно многочисленны, морское дно может полностью лишиться водорослей. В ответ на эту «экологическую чрезвычайную ситуацию» в некоторых районах пропагандируется массовая выбраковка морских ежей.

## Морские млекопитающие

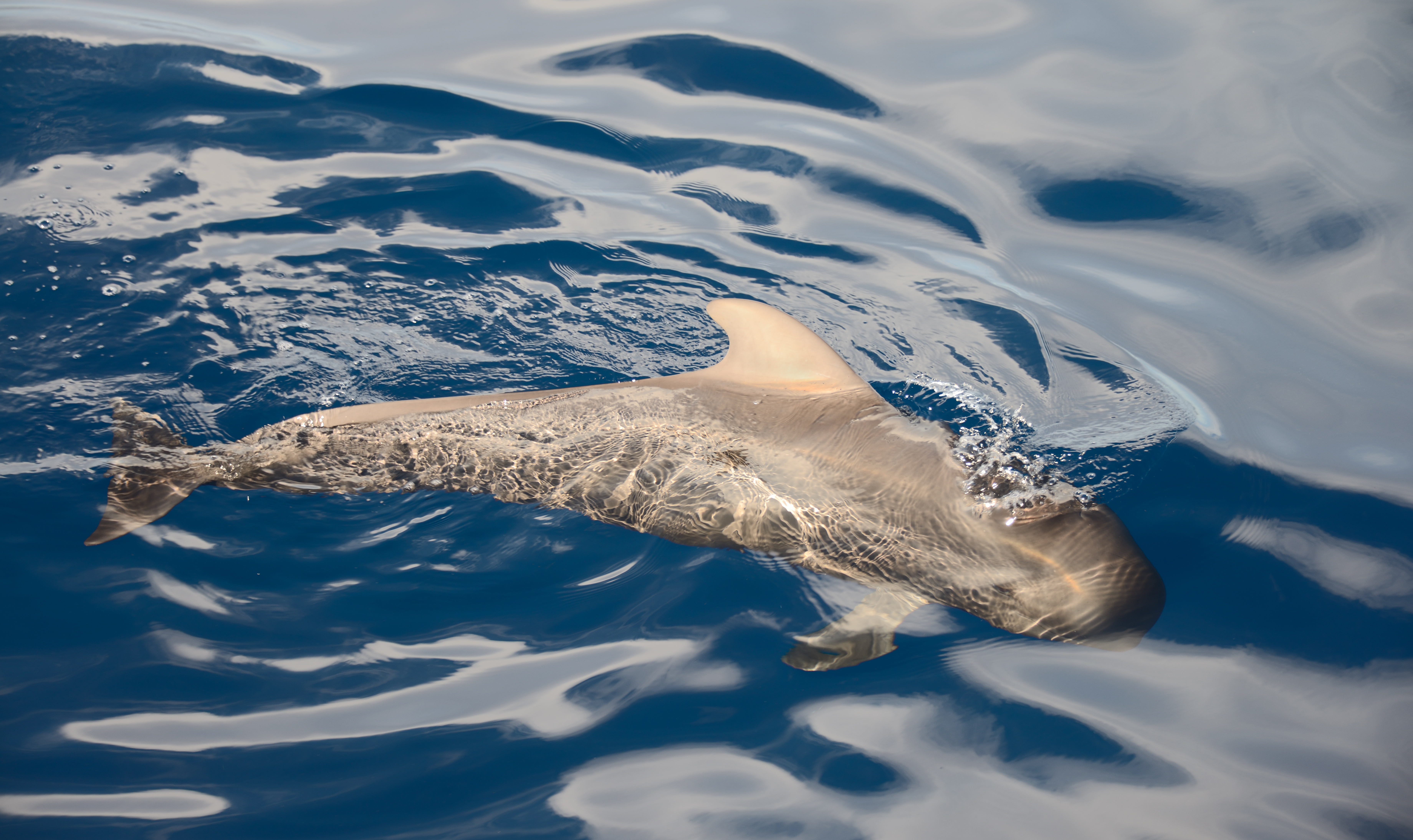
Гринды вокруг Канарских островов особенно известны своей любознательностью и дружелюбием к людям.

Морские млекопитающие Канарских островов включают разновидности китообразных, такие как полосатиковые киты (об их распространении в северо-восточной Атлантике известно немного), кашалоты, когиа, малоизвестные клюворылые киты, косатки, короткоплавниковые гринды, малые косатки, дельфины Риссо, дельфины-белобочки и афалины. Время от времени появляются и бродячие хохлачи. В 1995 году велись непрерывные наблюдения за североатлантическим гладким китом, считавшимся функционально вымершим в восточной части Северной Атлантики, после чего в период с 1998 по 1999 год вероятно происходило ещё одно наблюдение этого вида у берегов Ла-Гомеры. Канарские острова также раньше были домом для популяции самых редких ластоногих в мире, средиземноморских тюленей-монахов.

## Акулы
Тенерифе и Гран-Канария являются одним из немногих оставшихся мест со значительной популяцией плоскотелых акул-ангелов. Этот вид очень часто встречается во время подводного плавания.
Гигантская акула — безобидный вид акул, питающийся планктоном — зимой посещает остров большими группами, увидеть её можно редко.
Обыкновенная кунья акула подходит близко к берегу в конце лета для размножения. Из-за малого размера не представляет угрозы для человека.
Акула-молот — ещё один хищный вид в этих водах. Её можно встретить во время рыбалки.

## Галерея

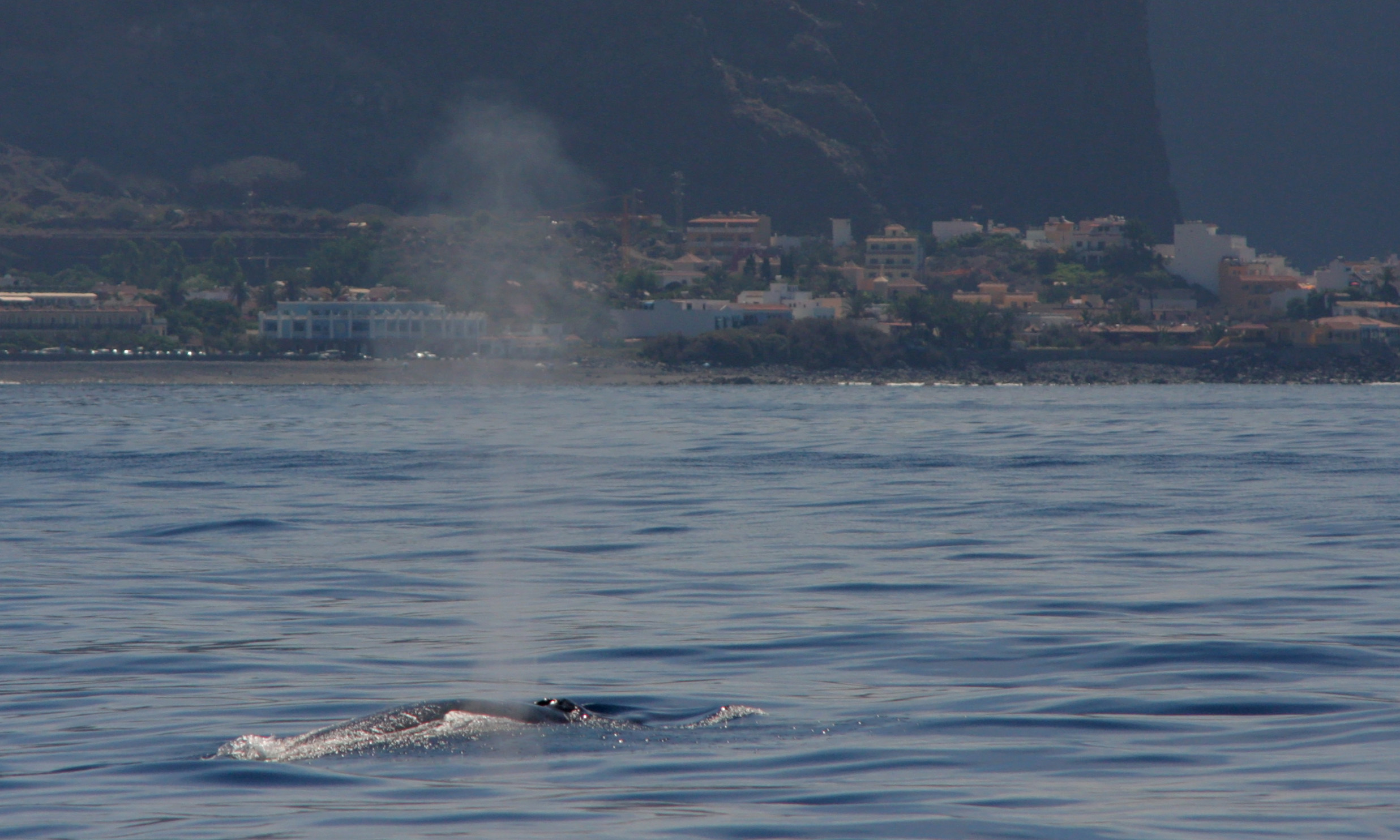
Полосатик Брайда у острова Гомеры
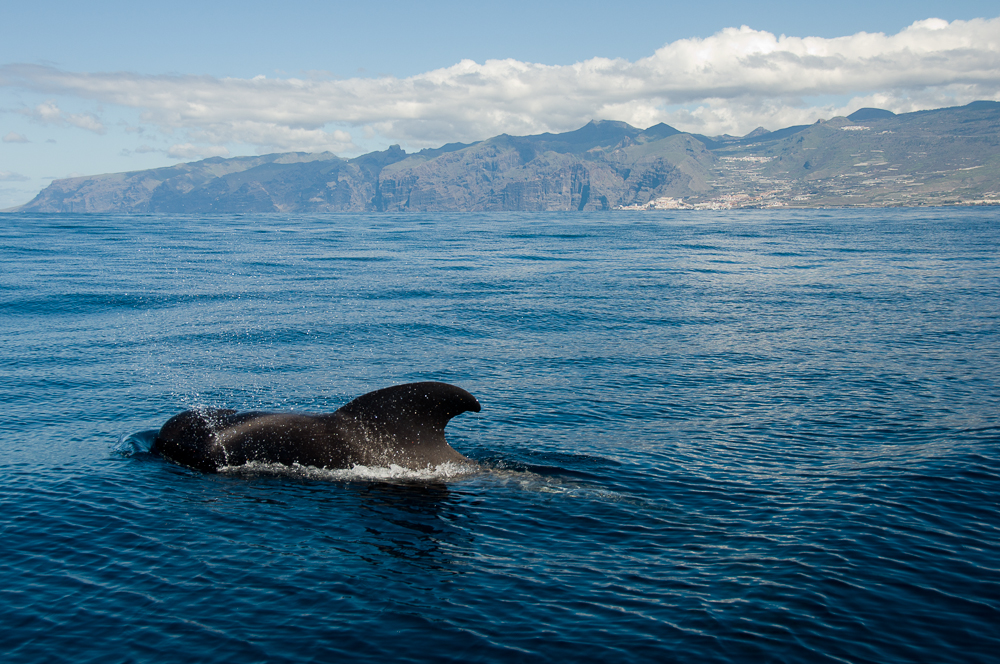
Короткоплавниковая гринда у берегов Тенерифе
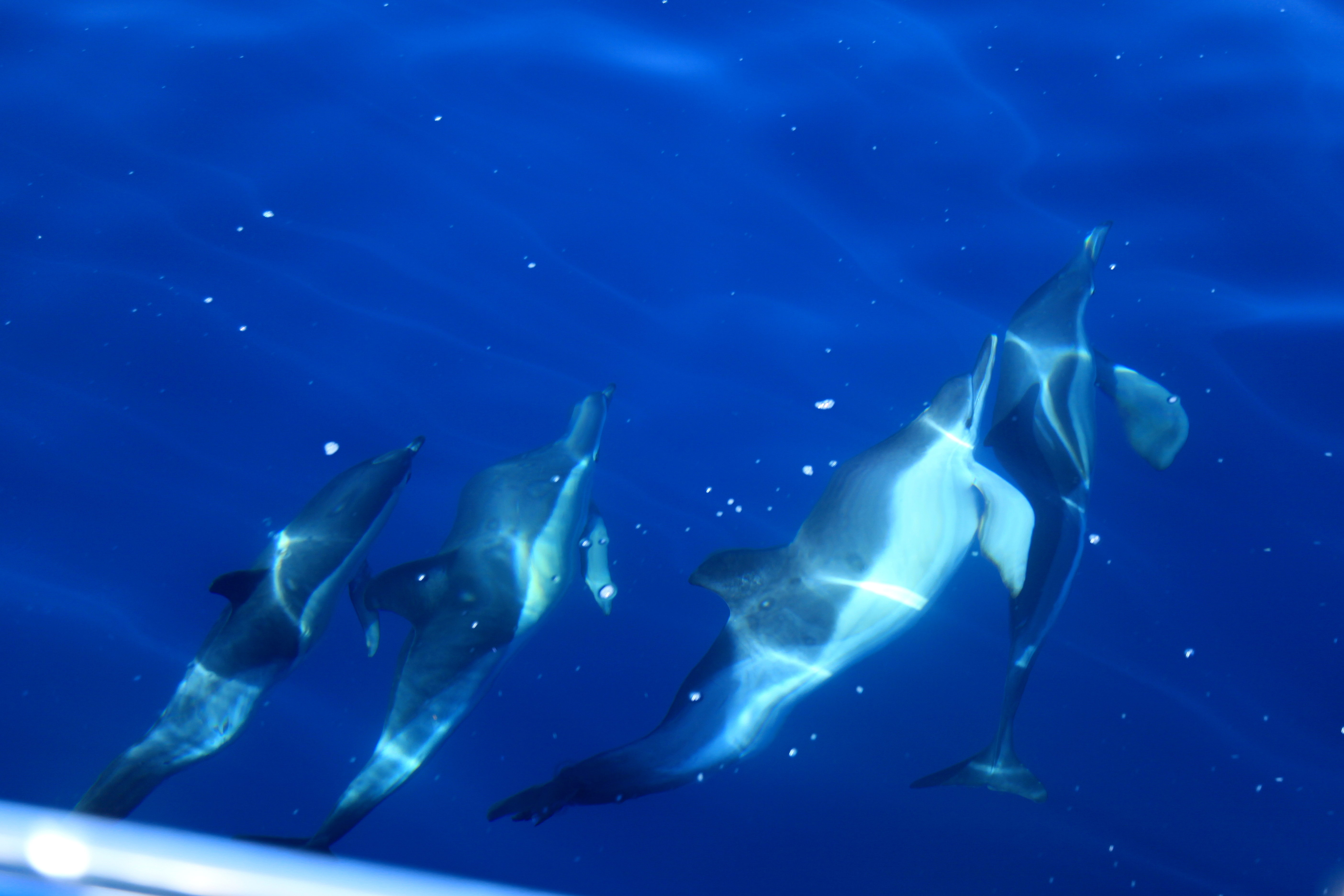
Обыкновенные дельфины у острова Пальмы
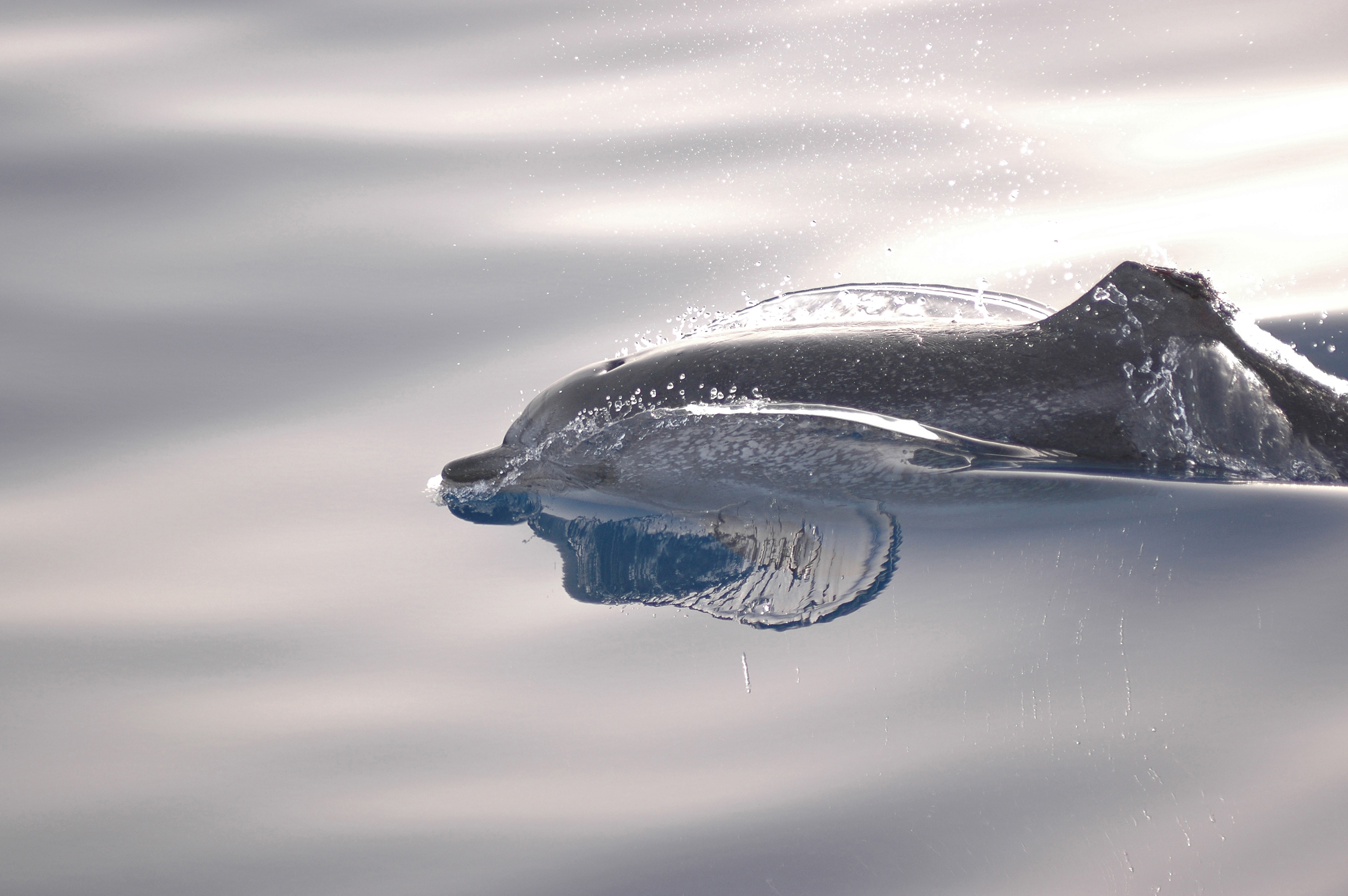
Раненый Большелобый продельфин у Гомеры

## Морская жизнь и туризм
Морская жизнь, особенно китообразные, является одной из главных достопримечательностей Тенерифе и других островов, создавая рабочие места и позволяя туристам наслаждаться чудесной морской жизнью этого района.